# Mark Harbers

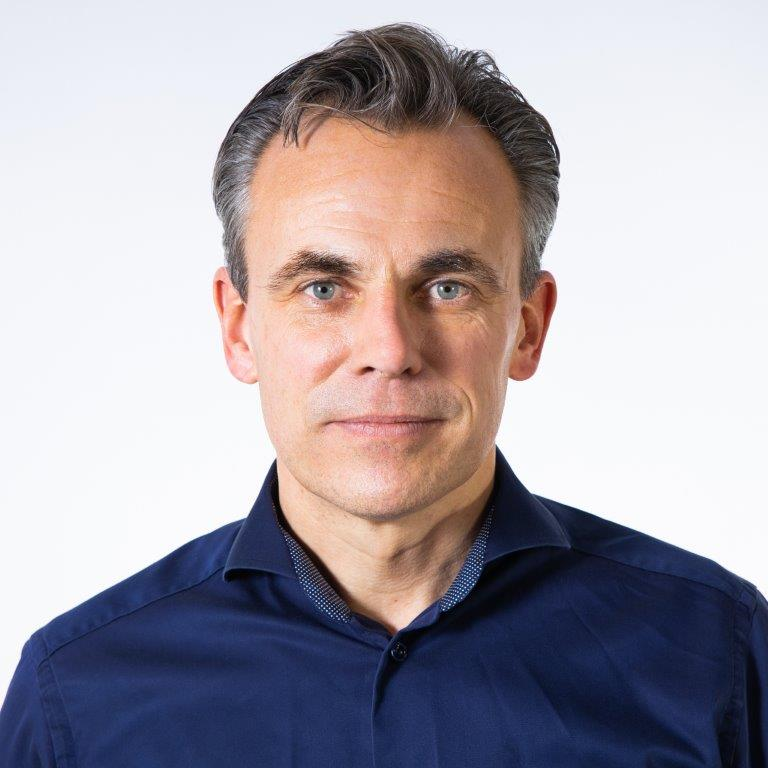
Mark Harbers (2020)

Markus Gerardus Jozef „Mark“ Harbers (* 19. April 1969 in Ede) ist ein niederländischer Politiker der VVD. Seit dem 10. Januar 2022 war er Minister für Infrastruktur und Wasserwirtschaft im Kabinett Rutte IV.

## Leben
An der Erasmus-Universität Rotterdam studierte Harbers Wirtschaftswissenschaften. Von 2002 bis 2009 war Harbers Mitglied im Stadtrat von Rotterdam. Seit November 2009 ist Harbers Abgeordneter in der Zweiten Kammer der Generalstaaten. Seit 2008 ist Harbers mit dem Internisten Bart Rövekamp verheiratet.
Von Oktober 2017 bis zum Mai 2019 war Harbers Staatssekretär für Justiz und Sicherheit im Kabinett Rutte III. Am 21. Mai 2019 musste er vom Amt zurücktreten, nachdem er in der Vorwoche dem Repräsentantenhaus Zahlen über kriminelle Asylbewerber vorgelegt hatte, in denen Fahrrad- und Ladendiebstahl detailliert aufgeführt waren, schwere Straftaten wie Vergewaltigung, 47 Verdachtsmomente wegen Körperverletzung und 31 Verdachtsmomente wegen Mordes oder Totschlags dagegen in der Kategorie „Sonstiges“ versteckt waren.
Am 10. Januar 2022 wurde er zum Minister für Infrastruktur und Wasserwirtschaft im Kabinett Rutte IV ernannt.